# Arthur Bommelaer
Arthur Bommelaer est un ingénieur et dirigeant français, né le 4 octobre 1879 à Dunkerque et mort le 30 décembre 1956 à Paris.

## Biographie

### Famille
Il est le fils d'Arthur Joseph Édouard Bommelaer, capitaine de navire et capitaine de port et de Louise Julia Vannorbecke (elle-même issue d'une célèbre famille de marins dunkerquois, son père était capitaine au long cours). Un de ses ancêtres, Mathieu Bommelaer a été Corsaire au XVIe siècle. Il se marie à Berthe Maillard dont il aura dix enfants, dont Michel (1918-1986) médecin et résistant au cours de la guerre 1939-1945 et André (1919-2021), contre-amiral dans la Marine française. 

### Carrière d’ingénieur et de dirigeant
Après son baccalauréat, il prépare et intègre l'École polytechnique. À l’issue de ses études à l'X, il choisit le Génie Maritime et il est nommé ingénieur du génie maritime de 3e classe le 1er octobre 1902 puis de 2e classe le 1er octobre 1904. Au 1er janvier 1906, il est en poste dans les différents services de la Direction des constructions navales à Rochefort. Il est promu ingénieur de 1re classe le 3 avril 1908 et suit pendant l’année 1910 les cours de la nouvelle école d’électricité. En poste à Paris, il est appelé pour assurer la responsabilité de chef du secrétariat du Directeur central des constructions navales et devient à partir du début de l’année 1914, Professeur à l'École d'application du Génie maritime, à Montparnasse. Le 18 janvier 1915 il est promu ingénieur principal du génie maritime, nommé Chevalier de la Légion d’Honneur le 26 janvier 2016 et rejoint Dunkerque au début de l’année 1917 pour occuper des responsabilités opérationnelles auprès de l’État Major du Vice-Amiral Pierre Alexis Ronarc'h commandant supérieur de la Marine de la zone des Armées du Nord. Au titre de son action, il est cité à l'ordre de l'Armée navale en avril 1918 et promu officier de la Légion d’Honneur le 3 avril 2018. Promu, ingénieur en chef de 2e classe le 13 mai 1919, il est détaché en congé sans solde et hors cadre le 30 novembre 1919 et versé dans les cadres de réserve le 2 décembre 1923. 

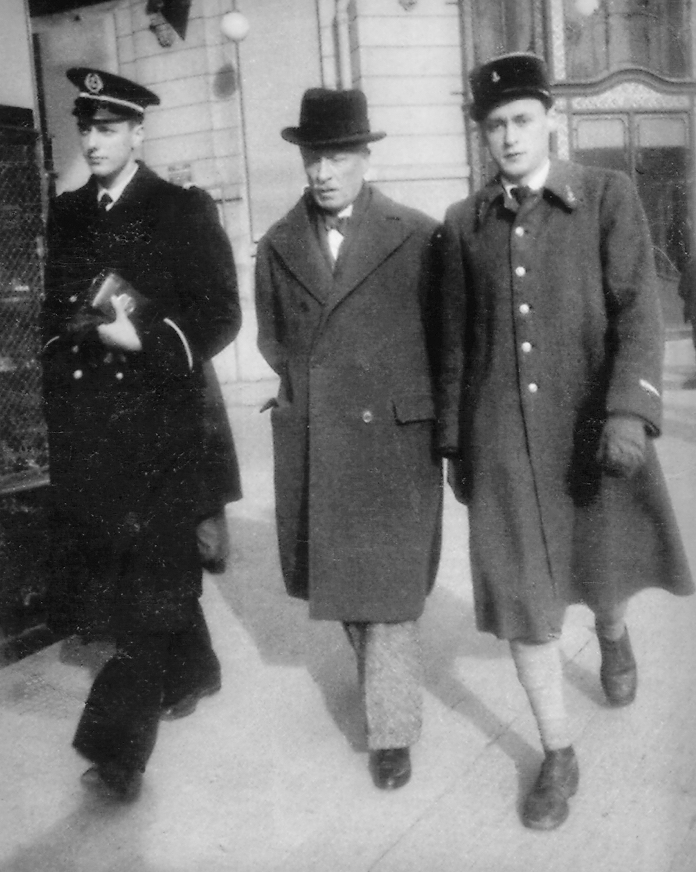
Arthur Bommelaer en 1939, entouré de ses fils André, en tenue de la marine et de Michel, en tenue de l'armée de terre

À partir de cette période Arthur Bommelaer rejoint l’industrie et devient en 1925 membre du redressement français qui est placé sous le patronage du Maréchal Foch. Il est appelé comme secrétaire général de la Société Alsacienne de Constructions Mécaniques (SACM) puis nommé par son conseil d’administration président directeur général. Dans un contexte marqué par l’irruption de l’électricité puis la crise financière de 1929, il participe aux réflexions engagées à cette époque sur l’organisation industrielle et la gestion de l’entreprise.
Arthur Bommelaer meurt le 30 décembre 1956 en son domicile dans le 6e arrondissement de Paris, et, est inhumé au cimetière du Montparnasse (9e division)

## Décorations
- Commandeur de la Légion d'honneur (9 juillet 1951)[8]

- Croix de guerre 1914–1918